# Mr.Children
Mr.Children (ミスターチルドレン), también conocida como Misuchiru (ミスチル), es una banda japonesa de rock.
Mr.Children es una de las tres bandas más famosas y vendidas de Japón dentro de su campo, junto a B'z y Southern All Stars.
El estilo musical de Mr.Children ha variado notoriamente con el tiempo, acorde al paso de los años, la banda ha pasado de componer música rock&pop con una temática ligera e inocente a un rock más incisivo y psicodélico combinando estilos como el Jazz, Blues y el Rock de una manera sugestiva y muy tendiente al trabajo que hizo The Beatles en su carrera.
Mr.Children es considerada como una de las bandas más influyentes dentro de la escena musical de las décadas 90-2000, siendo respetados transversalmente por artistas tan variados como Hikaru Utada, Ken Hirai, The Pillows, Kuwata Keisuke, Remioromen, KinKi Kids, Tamio Okuda, entre otros.

## Integrantes

### Miembros Oficiales
Los integrantes del grupo son:
- Kazutoshi Sakurai (voz, guitarra): Considerado por muchos artistas contemporáneos como uno de los mejores compositores de la historia musical japonesa.
- Kenichi Tahara (guitarra, coros): Es el miembro más callado y reservado de la banda, sus guitarras suavemente distorsionadas son muy influenciadas del rock clásico.
- Keisuke Nakagawa (bajo, coros): Su manera de tocar ha sido comparada con la de Adam Clayton, bajista de U2, con pulsos muy rápidos y notorios. Al igual que Kenichi Tahara, Nakagawa tiene un perfil bajo.
- Hideya Suzuki (batería, percusión, coros): Suzuki (más conocido como Jen) es el líder de banda.Inspirado en estilos como el Jazz y el Blues, Suzuki es considerado como uno de los bateristas más destacados en Japón, debido a las diferentes técnicas de percusión que maneja.
- Takeshi Kobayashi (productor, teclados): Kobayashi asesora a la banda desde sus inicios y desde el 2000 se integra a la banda como teclista en estudio, su primera aparición como miembro de la banda es en el Hallelujah Document del mismo año. Se integra como teclista de shows televisivos y de conciertos en vivo en el 2006.

### Miembros de Soporte
- Takashi Katsuya (teclados, coros): Katsuya, más conocido como Sunny, se encarga de los teclados de Mr.Children desde el Discovery Tour en 1999, Sunny también tiene una carrera solista, la cual tiene como productor exclusivo a Kazutoshi Sakurai.
- Kiyohide Ura (teclados, Instrumentalización): El miembro más antiguo dentro de los de soporte, acompaña a la banda desde el Everything Tour en 1991, de los instrumentos que se le ha visto tocar en vivo se destaca el acordeón, el saxo y la flauta traversa.
- Shuji Kouguchi (guitarra acústica y eléctrica, armónica): Kouguchi se encarga de hacer las guitarras que generalmente hace Sakurai en las grabaciones de estudio, acompaña a la banda desde el DISCOVERY TOUR en 1999.

## Historia
Para conocer más acontecimientos no mencionados en este artículo, véase la cronología de la banda.

### 1986-1991
Mr. Children comienza alrededor de 1989; sin embargo, los verdaderos inicios se producen en la época secundaria de sus integrantes, en aquellos tiempos Sakurai, Tahara y Nakagawa deciden formar una banda, en 1986 se forma Beatnik que estuvo integrada por los tres antes mencionados, un baterista y una teclista, esta banda duro muy poco y se separó abruptamente en ese mismo año.
Después de la separación de Beatnik Suzuki, que era miembro de la banda indie Fairyland, se uniría a ellos y en 1987 los cuatro forman a The Walls.
El 1 de enero de 1989 se cambian el nombre al de Mr.Children, tratando de buscar un nuevo perfilamiento de la banda, más sincero y más consecuente consigo mismos, el nombre de la banda nace de un juego de palabras hecho por los integrantes.
Después de su cambio de nombre, Mr.Children comienza a tocar en locales. Ya en ese tiempo tenían varios demos a su haber y su perfil musical era netamente rock y pop, sin embargo gran parte de los fanáticos de The Walls no continúan siendo fanes de Mr.Children, debido a su nuevo perfilamiento como banda, sin embargo esto también les hizo ganar nuevos fanáticos y gran aceptación en el medio.
En ese año audicionan en el local La MaMa del distrito de Shibuya, siendo aceptados y tocando reiteradas veces entre 1989 y 1991, hasta que Koichi Inaba de Toy's Factory se interesa por su material y les da la oportunidad de grabar su primer disco como majors.

### 1991-1995
Mr.Children comienza a grabar su álbum debut el año 1991, con Takeshi Kobayashi como productor de la banda, la banda comenzó a grabar el álbum junto a él en su propia casa, al principio asesoro a Sakurai en el campo de composición de letras y de música hasta que el álbum se terminó de grabar en 1992, fue llamado Everything y contiene siete temas. En ese mismo año Mr.Children fue la banda telonera de los conciertos de la banda de rock punk JUN SKY WALKER(S).
En noviembre de 1992 lanzan el álbum Kind Of Love, del cual son clásicos los temas Dakishimetai, uno de los temas más conocidos de la banda y tributado por artistas como Utada Hikaru y Gackt, y Niji no Kanata He, tema de inicio de la serie de anime Shounan Baku Souzoku (湘南爆走族?).
En diciembre de 1993 se lanza el sencillo Cross Road que se transforma en el primer sencillo que llegó a vender más de un millón de copias.
Luego en 1994 es lanzado el sencillo innocent world en el mismo año, el cual causó furor dentro del mercado y el público japonés superando rápidamente el millón de copias vendidas, este éxito obtenido y la popularidad de la banda se reafirma luego de la salida del álbum Atomic Heart, en septiembre de ese mismo año, que vendió más de 2 millones y medio de copias.
Ese mismo año lanzan el sencillo Tomorrow Never Knows, tema de apertura de la novela Wakamono no Tsubete (若者のすべて?) y single más vendido de la banda. Gracias a esta popularidad Mr.Children se convirtió en la banda revelación de ese año, ganando el premio de Mejor Canción del Año en el 36.º Grand Prix del Jacompa con el tema Innocent World.

### 1995-1997
A principios de 1995, Mr. Children junto al vocalista de la banda Southern All Stars, Kuwata Keisuke lanzan al mercado el sencillo Kiseki no Hoshi, las ventas de este sencillo se donaron a una campaña contra el sida, este encuentro a la larga formaría un gran amistad entre Sakurai y Keisuke, más tarde en ese mismo año realizarían el UFO Revolution with Orchesta, en el cual tributan a artistas como Queen, The Rolling Stones, Sex Pistols, The Beatles.
En febrero de 1996 se lanzó el sencillo Namonaki Uta, este single está registrado en el Oricon Chart como el sencillo que más ventas obtuvo en su semana de debut.
A finales de 1996 se lanzó el disco "Shinkai". El armazón ideológico y musical, es casi de post-rock, cosa muy alejada del DigiRock que expresaba Mr.Children el año 1994. Este fue un álbum muy raro, sobre todo para las personas acostumbradas a canciones de estereotipo pop de tres minutos. Shinkai fue como una especie de prueba a sus verdaderos fanes. Aun así las ventas de este álbum superaron los 3 millones de copias vendidas.
Después de la salida del álbum, comenzaron el tour "regress or progress". En ese tour tocaron todas las canciones del álbum "Shinkai". Eso era nuevo para ellos, ya que nunca habían tocado un álbum completo en vivo antes. Los estadios eran de notable capacidad y tuvieron 55 conciertos en ese periodo.
En 1997 se lanza el sencillo Everything (It's You), último sencillo de la llamada época dorada de la banda y luego de esto lanzan el álbum Bolero, que según los fanáticos es una recopilación de los mejores temas lanzados entre 1995 y 1997.
Luego de esto finalizan el Regress Or Progress Tour' con dos conciertos en vivo en el Tokyo Dome, para después paralizar sus actividades por un periodo de un año.

### 1998-2002

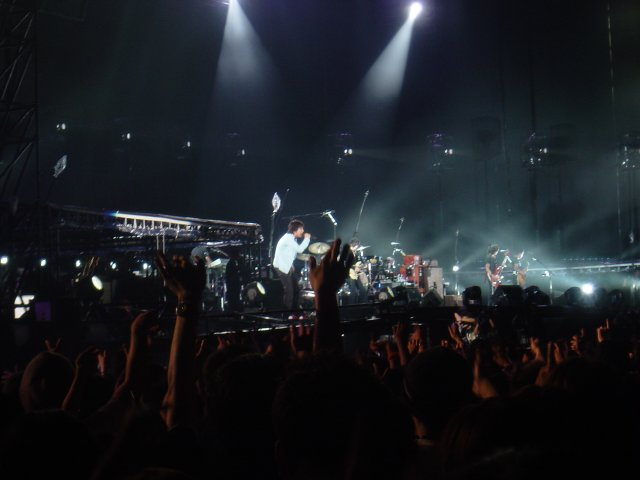
Mr.Children en el Shifuku no Oto Tour 2004.

A principios de 1998 se lanza al mercado el sencillo Nishi e Higashi e, este sencillo no marca el regreso a la actividad de la banda, el cual ocurre oficialmente en octubre del mismo año con la salida del sencillo Owarinaki Tabi.
En febrero de 1999, se lanza el álbum Discovery. En este álbum se nota que la banda aparte de renovar su sonido, siendo más cercano al rock británico y jugando con elementos actuales como la programación de bases. En septiembre sale al mercado el álbum en vivo 1/42 (One Forty Second), el cual fue grabado en uno de los conciertos del Discovery Tour de ese mismo año
El 13 de enero de 2000 se lanza al mercado el sencillo Kuchibue, este se transformaría en el último sencillo de la banda en formato de CD de 8cm, luego en agosto de ese mismo año se lanza el sencillo Not Found, siendo el primer Sencillo en formato de 12 cm.
En septiembre se lanza el álbum Q, el cual es el menos vendido de la banda desde que iniciaron su carrera profesional, este álbum debutó en segundo lugar con lo que respecta a las ventas de su primera semana, esto se debió a la salida en conjunto del álbum Duty de la japonesa Ayumi Hamasaki.
En el 2001 se anuncia la salida del Grandes Éxitos de la banda, también se anuncia que será acompañado de un tour para la promoción del álbum, llamado Popsaurus.
En noviembre de ese año sale el sencillo Youthful Days, tema de apertura de la novela Antique, el cual marco una nueva etapa de la banda.
El 1 de enero de 2002 se lanza el sencillo Kimi ga Suki, tema de cierre de la novela Antique, Mr. Children ganó el premio como Mejor Video del Año en el Space Shower 2002 Video Awards y en los MTV Japan Video Music Awards 2002 por el video promocional de este sencillo.
El 10 de mayo es lanzado el álbum It's A Wonderful World, este álbum se lanzó coincidentemente 10 años después de la salida de su primer álbum, Everything. Retomando la conceptualidad mostrada en el álbum Shinkai, It's A Wonderful World mezcla variados ritmos y temáticas, haciendo un disco muy versátil y con líricas muy poéticas y descarnadas por parte de Sakurai.
En julio, Sakurai sufrió un infarto cerebral, que obligó a la banda a detener sus actividades temporalmente y a cancelar el tour programado para ese año.
Sin embargo Sakurai se recupera de aquel percance y en diciembre de ese año se lanza el sencillo Hero, el cual marca el regreso de la banda. El 21 de diciembre se realiza en el Yokohama Stadium el concierto llamado wonderful world on Dec 21.

### 2003-2007
Después de haberse recuperado completamente de su aneurisma, en diciembre del 2003 se lanza el sencillo Tenohira/Kurumi, este es el primer sencillo que contiene sus videos promocionales en el CD. Kurumi se convierte en un hit radial y televisivo, reposicionándolos con una nueva y creciente popularidad dentro del público japonés, el video de este sencillo gana los Video Music Awards del año 2004.
Al año siguiente, en abril de 2004 es lanzado al mercado el álbum Shifuku no Oto, un mes más tarde lanzan el sencillo Sign, tema de inicio de la novela Orange Days, este sencillo ganó el premio de Mejor Canción del Año en el 46.º Grand Prix del Jacompa.
En mayo de 2005 se lanza el sencillo [Yozigen] Four Dimensions, que causa gran impacto debido a que es un sencillo con cuatro canciones principales.
En ese mismo año se realiza el ap fes ’05, organizado por el ap bank, Mr. Children tocó en los tres días de festival. El 1 de septiembre se comienza a exhibir el vídeo promocional del tema Worlds End y días después, el 21 de septiembre se lanza el álbum I Love You.
A mediados del 2006 se lanza el sencillo Houki Boshi, este sencillo es usado como tema de apertura de las transmisiones de los partidos del mundial por el canal japonés NTV y también es usado por la empresa Toyota como tema de fondo para sus comerciales.
En julio de ese año se realiza el ap fes '06, Mr. Children tocó en los tres días de festival y Sakurai junto a Bank Band acompañó instrumentalmente a todos los artistas invitados.
En agosto se anuncia un tour junto a la banda The Pillows, este tour es conocido como el ZEPP Tour y a finales de septiembre se anuncia la inclusión del tema Kurumi para la película nipona Koufuku na Shokutaku, en noviembre se lanza el single Shirushi, usado como tema de apertura de la novela 14 Sai no Haha.
En enero salió a la venta el sencillo Fake, que fue usado como parte de la banda sonora de la película Dororo, adaptación del manga de Osamu Tezuka. En marzo de 2007 sale a la venta el álbum HOME, el cual tiene 14 temas, mostrando una madurez compositiva notable en la banda y comenzando así un estilo propio relacionado más con música como el jazz y el blues. En este mismo año, Mr.Children lanza su álbum de conmemoración de su decimoquinto aniversario y se llama B-SIDE y es lanzado el 12 de mayo de 2007.
En julio de este año, es anunciada la inclusión de una nueva canción hecha por la banda llamada Tabidachi no Uta como tema promocional de la película Koizora, luego el 9 de septiembre se anuncia que saldrá a la venta el sencillo que incluye este tema para el 31 de septiembre del mismo año.

### 2008
En el mes de marzo Mr.Children anuncia que una de sus canciones será usada para la novela Battery de la NHK, llamada Shounen. También anunciaron en su página oficial que otro tema de ellos sería usado para la transmisión de los Juegos Olímpicos de Beijing 2008.

### 2009–2011
El 20 de octubre de 2009 fue anunciado que producirían su primer tema para un anime, "Fanfare", para la película One Piece Strong World. Esta canción será digitalmente lanzada como un ringtone incompleto el 16 de noviembre y como un ringtone completo el 2 de diciembre de 2009.
El 10 de mayo de 2010, Mr.Children lanzó el DVD Mr.Children Dome Tour 2009 Supermarket Fantasy en Tokyo Dome , vendiendo alrededor de 49,000 copias un día antes del día oficial de lanzamiento, debutando en el n. ° 1 en la lista semanal de DVD de música de Oricon con las ventas de un día.
El 4 de septiembre de 2010, se proyectó durante 2 semanas en 38 cines de Japón su segundo documental / película concierto "Mr.Children / Split the Difference" (15 años después del "［Es］~ Mr.Children in Film ~" ), tanto la taquilla como las ventas de productos se convirtieron en un gran éxito, registrando ingresos de más de 400 millones de yenes. Luego el 10 de noviembre del mismo año se inició la distribución de un DVD + CD que incluían la película y canciones seleccionadas por el banda, debutando en el número 1 en la lista semanal de DVD de música de Oricon.
El 1 de diciembre de 2010, el Mr.Children lanzó su decimosexto álbum de estudio "Sense" que incluyó el sencillo de distribución digital " fanfare ". Todo el estreno del álbum se hizo envuelto en misterio, en primer lugar no se realizó ninguna actividad promocional, como apariciones en la televisión o en revistas, y previo al lanzamiento se creó un sitio web llamado "SENSE PROJECT" en donde paulatinamente se fue entregando información sobre el álbum, aun así los título y las canciones grabadas no se anunciaron hasta el día anterior al lanzamiento. 
El 4 de abril de 2011, el Mr.Children lanzó el sencillo digital "Kazoe Uta" para recolectar donaciones para el terremoto de Tōhoku de 2011 y  en su semana de debut obtuvo el número 1 en el RIAJ Digital Track Chart.

## Discografía
En esta sección solo se enumeran los lanzamientos oficiales, sobre sus lanzamientos como artistas independientes y datos estadísticos de sus lanzamientos véase la lista de lanzamientos de la banda.

### Singles
|       | Fecha      | Nombre                                                                                                 | Tipo          | Código                |
| 1.er  | 21/08/1992 | 君がいた夏 (Kimi ga Ita Natsu)                                                                         | 8cm           | TFDC-28012            |
| 2.º   | 01/12/1992 | 抱きしめたい (Dakishimetai)                                                                            | 8cmCD         | TFDC-28014            |
| 3.er  | 01/07/1993 | Replay                                                                                                 | 8cmCD         | TFDC-28019            |
| 4.º   | 10/11/1993 | CROSS ROAD                                                                                             | 8cmCD         | TFDC-28022            |
| 5.º   | 01/06/1994 | innocent world                                                                                         | 8cmCD         | TFDC-28025            |
| 6.º   | 10/11/1994 | Tomorrow never knows                                                                                   | 8cmCD         | TFDC-28028            |
| 7.º   | 12/12/1994 | everybody goes -秩序のない現代にドロップキック- (everybody goes -Chitsujo no Nai Gendai ni Drop-Kick-) | 8cmCD         | TFDC-28029            |
| 8.º   | 10/05/1995 | 【es】 ～Theme of es～                                                                                 | 8cmCD         | TFDC-28030            |
| 9.º   | 10/08/1995 | シーソーゲーム ～勇敢な恋の歌～ (See Saw Game ~Yuukanna Koi no Uta~)                                   | 8cmCD         | TFDC-28034            |
| 10.º  | 05/02/1996 | 名もなき詩 (Namonaki Uta)                                                                              | 8cmCD         | TFDC-28039            |
| 11.er | 10/04/1996 | 花 -Mémento-Mori- (Hana -Memento Mori-)                                                                | 8cmCD         | TFDC-28042            |
| 12.º  | 08/08/1996 | マシンガンをぶっ放せ -Mr.Children Bootleg- (Machine Gun wo Buppanase -Mr.Children Bootleg-)            | 12cmCD        | TFCC-88080            |
| 13.er | 05/02/1997 | Everything (It's you)                                                                                  | 8cmCD         | TFDC-28060            |
| 14.º  | 11/02/1998 | ニシエヒガシエ (Nishie Higashie)                                                                       | 8cmCD         | TFDC-28080            |
| 15.º  | 21/10/1998 | 終わりなき旅 (Owarinaki Tabi)                                                                          | 8cmCD         | TFDC-28094            |
| 16.º  | 13/01/1999 | 光の射す方へ (Hikari no Sasa Houhe)                                                                    | 8cmCD         | TFDC-28099            |
| 17.º  | 12/05/1999 | I'LL BE                                                                                                | 8cmCD         | TFDC-28102            |
| 18.º  | 13/01/2000 | 口笛 (Kuchibue)                                                                                        | 8cmCD         | TFDC-28103            |
| 19.º  | 09/08/2000 | NOT FOUND                                                                                              | 12cmCD        | TFCC-87063            |
| 20.º  | 21/08/2001 | 優しい歌 (Yasashii Uta)                                                                                | 12cmCD        | TFCC-89004            |
| 21.er | 07/11/2001 | youthful days                                                                                          | 12cmCD        | TFCC-89014            |
| 22.º  | 01/01/2002 | 君が好き (Kimi ga Suki)                                                                                | 12cmCD        | TFCC-89020            |
| 23.er | 10/07/2002 | Any | 12cmCD        | TFCC-89040            |
| 24.º  | 11/12/2002 | HERO                                                                                                   | 12cmCD        | TFCC-89065 TFCC-89066 |
| 25.º  | 19/11/2003 | 掌／くるみ (Tenohira/Kurumi)                                                                           | 12cmCD        | TFCC-89089            |
| 26.º  | 26/05/2004 | Sign                                                                                                   | 12cmCD        | TFCC-89107            |
| 27.º  | 29/06/2005 | 四次元 Four Dimensions (Yozigen Four Dimensions)                                                       | 12cmCD        | TFCC-89139            |
| 28.º  | 05/07/2006 | 箒星 (Houki Boshi)                                                                                     | CD+DVD 12cmCD | TFCC-89177 TFCC-89178 |
| 29.º  | 15/11/2006 | しるし (Shirushi)                                                                                      | 12cmCD        | TFCC-89189            |
| 30.º  | 24/01/2007 | フェイク (Fake)                                                                                        | 12cmCD        | TFCC-89199            |
| 31.º  | 31/10/2007 | 旅立ちの唄 (Tabidachi no Uta)                                                                          | 12cmCD        | TFCC-89221            |
| 32.º  | 30/07/2008 | GIFT                                                                                                   | 12cmCD        | TFCC-89251            |
| 33.º  | 03/09/2008 | HANABI                                                                                                 | 12cmCD        | TFCC-89257            |
| 34.º  | 18/04/2012 | 祈り 〜涙の軌道/End of the day/pieces                                                                  | 12cmCD        | TFCC-89371            |
| 35.º  | 19/11/2014 | 足音 〜Be Strong                                                                                       | 12cmCD        | TFCC-89531            |
| 36.º  | 11/01/2017 | ヒカリノアトリエ                                                                                       | 12cmCD        | TFCC-89625            |
| 37.º  | 26/07/2017 | himawari                                                                                               | CD+DVD 12cmCD | TFCC-89627 TFCC-89628 |
| 38.º  | 04/03/2020 | Birthday/君と重ねたモノローグ                                                                          | 12cmCD        | TFCC-89693            |

### Álbumes Oficiales
|      | Fecha      | Nombre                        | Tipo                 | Código                           |
| 1.º  | 05/10/1992 | Everything                    | CD                   | TFCC-88020                       |
| 2.º  | 01/12/1992 | KIND OF LOVE                  | CD                   | TFCC-88026                       |
| 3.º  | 01/09/1993 | Versus                        | CD                   | TFCC-88034                       |
| 4.º  | 01/09/1994 | Atomic Heart                  | CD                   | TFCC-88052                       |
| 5.º  | 24/06/1996 | 深海 (Shinkai)                | CD                   | TFCC-88077                       |
| 6.º  | 04/03/1997 | BOLERO                        | CD                   | TFCC-88099                       |
| 7.º  | 03/021999  | DISCOVERY                     | CD                   | TFCC-88137                       |
| 8.º  | 08/09/1999 | 1/42                          | CD                   | TFCC-88144                       |
| 9.º  | 27/09/2000 | Q                             | CD                   | TFCC-88166                       |
| 10.º | 10/05/2002 | It's A Wonderful World        | CD                   | TFCC-86106                       |
| 11.º | 07/04/2004 | シフクノオト (Shifuku no Oto) | CD+DVD CD            | TFCC-86161                       |
| 12.º | 21/09/2005 | I♥U (I LOVE YOU)              | CD                   | TFCC-86200                       |
| 13.º | 14/03/2007 | HOME                          | CD+DVD CD            | TFCC-86221                       |
| 14.º | 10/12/2008 | SUPERMARKET FANTASY           | CD+DVD CD            | TFCC-86291 TFCC-86292            |
| 15.º | 01/12/2010 | SENSE                         | CD                   | TFCC-86341                       |
| 16.º | 28/11/2012 | [(an imitation) blood orange] | CD+DVD CD            | TFCC-86420 TFCC-86421            |
| 17.º | 06/04/2015 | REFLECTION                    | CD+DVD CD CD+DVD+USB | TFCC-86543 TFCC-86544 TFCC-86555 |
| 18.º | 03/10/2018 | 重力と呼吸                    | CD                   | TFCC-86659                       |

### Recopilaciones
|     | Fecha      | Nombre                | Formato | Código     |
| 1.º | 02/01/1996 | LAND IN ASIA          | CD      | MUS001-2   |
| 2.º | 11/07/2001 | Mr.Children 1992-1995 | CD      | TFCC-88180 |
| 3.º | 11/07/2001 | Mr.Children 1996-2000 | CD      | TFCC-88181 |
| 4.º | 10/05/2007 | B-SIDE                | CD      | TFCC-86231 |

### Discos independientes
Los discos independientes se refieren a lanzamientos de la banda antes de que se convirtieran en artistas de un sello grande, se podría decir que estos lanzamientos son de la época Indie de la banda
|     | Lanzamiento | Nombre                                                                    | Tipo   |
| 1.º | xx/12/1987  | Ticket                                                                    | casete |
| 2.º | xx/08/1989  | Hello, I Love You                                                         | casete |
| 3.º | xx/05/1990  | そよ風の唄 (Soyokaze no Uta)                                              | casete |
| 4.º | 01/12/1991  | 19:00発、X'masトレインに飛び乗れ! (19:00 Hatsu, X'mas Train ni Tobinore!) | casete |
| 5.º | 24/07/1991  | Mr.Children                                                               | casete |
| 6.º | xx/xx/1992  | Major Debut Chokuzen Tape (メジャーデビュー直前業界配布用デモ)            | casete |